# Santana Esporte Clube
El Santana Esporte Clube és un club de futbol brasiler de la ciutat de Santana a l'estat d'Amapá.

## Història
El club va ser fundat el 25 de setembre de 1955. En el seu palmarès destaca el seu triomf al campionat amapaense els anys 1960, 1961, 1962, 1965, 1968, 1972 i 1985.

## Palmarès
- Campionat amapaense:
  - 1960, 1961, 1962, 1965, 1968, 1972, 1985

## Estadi
El Santana Esporte Clube juga els seus partits com a local a l'Estadi Municipal de Santana, amb capacitat per a 5.000 espectadors.